# Castello Chiola
Il castello Chiola si trova sul colle su cui sorge Loreto Aprutino, in provincia di Pescara.

## Storia

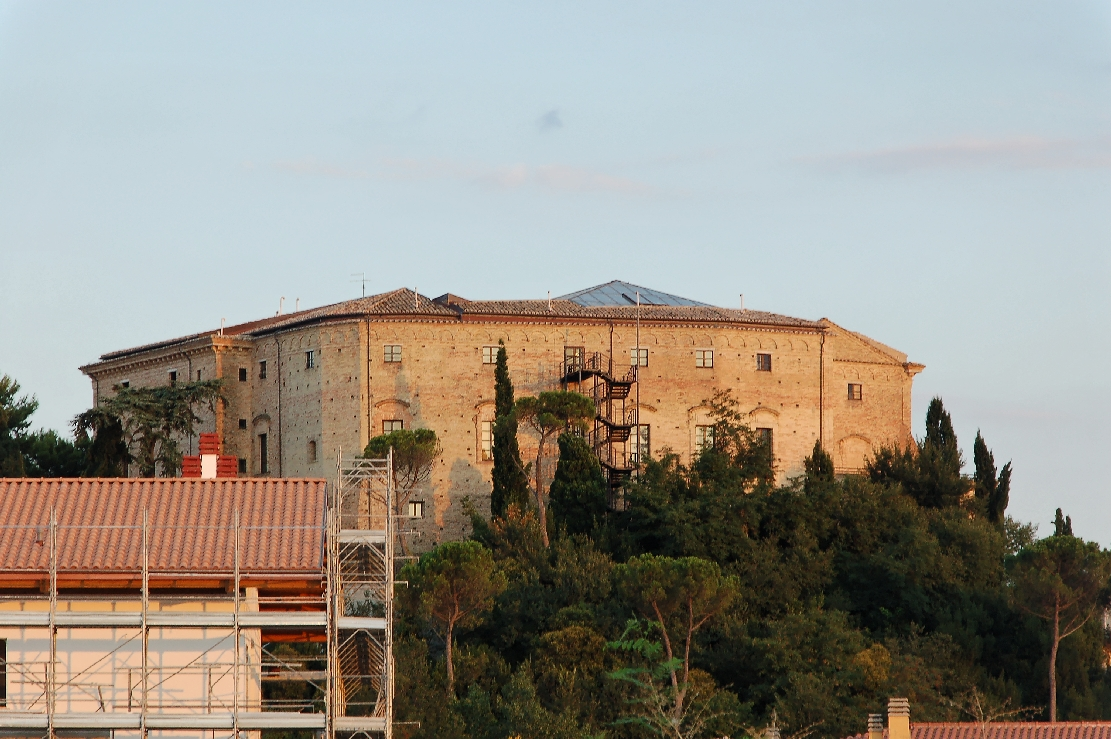
Vista posteriore del castello

Le prime fonti storiche relative al castello risalgono al 864 d. C. e sono relative ad una fortificazione Longobarda, che nel 1071 diventò un avamposto dei Normanni. Successivamente il castello passò alle famiglie dei D'Aquino (dal 1330 al 1571), affiancati dai D'Avalos (dal 1449), dei Caracciolo. Ha ospitato i Conti di Loreto .
Nel 1843 il castello divenne di proprietà della famiglia Chiola, che lo abitò fino al 1995 e che ne curò il restauro in chiave neo-cinquecentesca. Il castello oggi è utilizzato come una struttura alberghiera e congressuale.

## Architettura
Il castello è circondato da una recinzione in muratura che dà sulla facciata del castello, al centro della quale si trova un portale ad arco sormontato da un balcone, che è affiancato da altre due finestre in stile neoclassico.
Entrando nel castello si accede ad un androne che immette in un cortile, attualmente coperto da una struttura in vetro e alluminio.